# Франсуа Фенелон
Франсуа Фенелон (фр. François de Salignac de La Mothe-Fénelon; 6 серпня 1651 — 7 січня 1715) — французький священнослужитель, письменник, педагог, богослов. Автор відомого роману «Пригоди Телемака» — літературного бестселера XVIII—XIX століть.

## Життєпис
Фенелон був вихідцем із знатного збіднілого роду. Він народився в Сент-Мондані (Перігор). Його батько, Понс де Фенелон, помер, коли синові було 12 років; до цього часу Франсуа жив в своєму родовому замку, не дуже багато часу присвячуючи заняттям внаслідок слабкого здоров'я. Потім його взяв під свою опіку дядько, Франсуа де Саліньяк де ла Мот-Фенелон, єпископ Сарла.
Навчався в Кагорському університеті і в Паризькій семінарії св. Сульпіція. 
Був тонзурований в 1669 році. З 1671 року — канонік собору в Сарла. З 1679 року — настоятель незадовго до того заснованої конгрегації «Нові католички» (Nouvelles catholiques), призначенням якої була катехизація молодих прихильниць протестантизму.
У 1680—1685 роках Фенелон проповідував в Парижі і дієцезії Мо. У 1683 році помер наставник і опікун Фенелона маркіз Антуан де Фенелон-Маніяк.
Після скасування Нантського едикту (жовтень 1685) Фенелонові доручили проповідувати католицизм насильно зверненому протестантському населенню Сентонж і Пуату, де він залишався до червня 1686 року.
В 1688 році Фенелон познайомився з відомим містиком, мадам Гюйон. Фенелон ввів її в гурток пані Ментенон (з 1691 роки він став духівником останньої), де Гійон своїм пристрасним темпераментом захопила навіть розважливу і холодну коханку короля. Сам Фенелон до того захопився ідеями квієтизма, що проповідувала Гійон, що відкрито відстоював їх, ризикуючи своїм становищем і своєю кар'єрою.